# Ефект Земмельвейса
Рефлекс Земмельвейса або «ефект Земмельвейса» є метафоричним висловом на позначення рефлексоподібної тенденції відкидати нові докази або нові знання, які суперечать усталеним нормам, переконанням або парадигмам.

## Походження та історія терміна
Термін походить від імені угорського лікаря Ігнаца Філіпа Земмельвейса, який 1847 року, працюючи у Віденському пологовому будинку, виявив, що рівень смертності від пологової гарячки (сепсису) знижується в 10 разів, якщо лікарі обробляють руки розчином хлору, перш ніж перейти від одного пацієнта до іншого, або, особливо, після проведення розтину. (В одному з двох пологових відділень університетської лікарні, де працював Ігнац Філіп, лікарі проводили розтин кожного померлого пацієнта.) Процедура Земмельвейса врятувала багато життів (летальність знизилась із 18 % до 2,5 %), зупинивши постійне зараження пацієнтів (переважно вагітних жінок) тим, що він назвав «трупними частинками». Це сталося за 20 років до відкриття мікробної теорії. Попри величезну кількість емпіричних доказів, його колеги-лікарі відхиляли його пропозиції щодо миття рук, часто з немедичних міркувань. Наприклад, деякі лікарі відмовлялися вірити, що руки джентльмена можуть передавати хворобу.
Хоча існує невизначеність щодо походження цього висловлювання та щодо того, як його прийнято використовувати, вираз «рефлекс Земмельвейса» був використаний письменником Робертом Антоном Вілсоном. У книзі Вілсона «Гра в життя» Тімоті Лірі дав таке полемічне визначення ефекту Земмельвейса: «Поведінка натовпу, характерна для приматів і личинкових людиноподібних на нерозвинених планетах, де карається відкриття важливого наукового факту».[джерело?]
У передмові до п'ятдесятого ювілейного видання своєї книги «Міф про психічну хворобу» Томас Сас каже, що біографія Земмельвейса вразила його у юні роки «глибоким відчуттям непереборної соціальної сили неправдивих істин».

## Пояснення

### Ефект Земмельвейса як когнітивне упередження

#### Підтверджувальне упередження
Підтверджувальне упередження — це тенденція надавати перевагу інформації, яка узгоджується з попередніми переконаннями, досвідом чи цінностями. Коли Земмельвейс вніс пропозицію щодо дезінфекції рук, існуючі переконання щодо поширення захворювань, яких дотримувалися інші лікарі в той час, включали теорію міазмів, що припускає, що хвороби поширюються через «погане повітря». Також розповсюдженою була думка, що пологова лихоманка виникає через такі фактори, як вроджена слабкість пацієнтів, а не через брудні руки. Оскільки пропозиція щодо дезінфекції рук суперечить існуючим переконанням, люди можуть бути упередженими щодо прийняття цього, навіть якщо емпіричний досвід показує, що дезінфекція рук призводить до значного зниження рівня смертності серед породіль: з 18 % до менше 3 %.

#### Упередження авторитету
Упередження авторитету показує, що люди більш схильні піддаватися впливу думок осіб, що мають авторитет. За часів до того, як науковці встановили зв'язок між мікробами та хворобами, досвідчені лікарі, включаючи директора клініки, у якій працював Ігнац Філіп — Йогана Кляйна, зневажливо ставилися до ідеї Земмельвейса про запобігання бактеріальним інфекціям за допомогою стерилізації, які зараз широко прийняті. Провідний акушер Чарльз Мейгс був рішуче проти доктрини Ігнаца Філіпа, тому що «лікарі — джентльмени, а руки джентльменів не можуть бути брудними». Протягом всієї історії людства підкорення авторитетам часто дає більш надійні засоби для виживання, оскільки шановані люди зазвичай мають більший доступ до ресурсів на вершині соціальної ієрархії. У результаті, хоча авторитетні постаті можуть помилятися, медична спільнота була схильна вірити їм, а не Ігнацу Земмельвейсу, асистенту професора в той час.

### Рефлекс Земмельвейса як ефект непохитного переконання
Ефект Земмельвейса також ілюструє те, як непохитне переконання змушує людей дотримуватися своїх початкових переконань попри суперечливі факти. Людський мозок впродовж еволюції розвинув кору та префронтальну кору, які надають людині силу протистояти примітивним інстинктам і адаптивності, а також допомагають підтримувати статус-кво та уникати навмисних змін. Таким чином, стійкість віри у щось можна інтерпретувати як механізм подолання, який відображає людську схильність чинити опір змінам і дискомфорту.

### Ефект Земмельвейса як групове мислення
Пропозиція Ігнаца Філіпа була зустрінута одностайним неприйняттям і ворожістю з боку медичної спільноти XIX століття, що є прикладом феномену групового мислення, за якого консенсус переважає над розглядом альтернатив. Можливо, існував тиск на медичних співробітників, щоб вони відповідали загальним переконанням, що заважало їм прийняти новаторську ідею Земмельвейса. У відкритому листі Ігнац Філіп критикував своїх колег як «неосвічених вбивць», що лише ще більше ізолювало його як того, хто пішов проти групи. Дослідження бар'єрів для передачі нових ідей висвітлює проблему прийняття інновацій, особливо коли вони сприймаються зовнішніми суб'єктами як вищі, оскільки це може становити загрозу для колективного почуття гордості в групи.

### Ефект Земмельвейса як теоретична сліпота
У книзі «Мислення швидке й повільне» Деніел Канеман використав термін «сліпота, викликана теорією», щоб пояснити, як хибна теорія мала змогу довго виживати. Коли люди приймають теорію, система 1 сприймає її як інструмент для мислення, що ускладнює виявлення будь-яких потенційних недоліків. Навіть визначивши, що теорія погано пояснює модель, система 1 автоматично припускає, що має бути спосіб це пояснити, а не занурюватись глибше в пошуках справжнього пояснення. З іншого боку, відкинути первинну теорію важко, оскільки вона вимагає неодмінного залучення системи 2.

## Приклади із сучасності

### Передача Covid-19
Ефект Земмельвейса часто розглядається як давнє упередження, але воно зустрічається і в наш час, як видно із того, що передача вірусу COVID-19 повітряно-крапельним шляхом була виявлена із запізненням. Попри деякі докази, ВООЗ зосередилася насамперед на крапельному механізмі передачі, оскільки майже всі інфекційні захворювання поширюються цим шляхом. Лише в грудні 2021 року ВООЗ офіційно визнала передачу цього вірусу повітряно-крапельним шляхом, що свідчить про складність зміни усталених переконань, особливо коли розуміння більшості відповідає встановленим нормам. Швидка інтеграція інноваційних перспектив у існуючі рамки становить серйозну проблему. Як каже епідеміолог Крістофер Дай, «те, що говорить ВООЗ, зазвичай базується на консенсусі експертних порад і думок».

## Виправлення
Щоб зменшити ефект Земмельвейса, потрібно критично оцінювати переконання, які сприймаються як належне, що вимагає обов'язкового залучення системи 2 у міркуваннях. Дослідження, що вивчають подвійні процеси втручання в діагностичне мислення, показують, що засоби когнітивного примусу та керована рефлексія можуть підвищити діагностичну точність. Ці втручання заохочують людей активно розглядати альтернативні висновки, які можуть бути не інтуїтивно зрозумілими, що дозволяє їм свідомо протистояти потенційним упередженням. Однак суперечливі результати інших досліджень свідчать про те, що ці стратегії можуть не завжди давати бажаний результат, особливо серед студентів та інтернів.

## Критика та подальші дослідження
Більшість досліджень ефекту Земмельвейса в першу чергу зосереджуються на його історичному походженні та наслідках, які проявляються у медичних установах і закладах охорони здоров'я, зокрема в діагностиці. Проте небажання сприймати нові ідеї характерне не лише для лікарів; це також може перешкоджати прогресу та впровадженню інновацій у всіх сферах життя. Тому дослідження впливу ефекту Земмельвейса в різних областях необхідні для розробки більш прикладних заходів.